# Ricardo Uribe Escobar
Ricardo Uribe Escobar (Medellín, 23 de agosto de 1892-Medellín, 3 de febrero de 1968) fue un abogado, político, periodista y escritor colombiano. 
En el campo periodístico fue fundador y director de El Correo Liberal, colaborador asiduo y editorialista de los periódicos: El Heraldo de Antioquia y El Diario de Medellín; en el campo intelectual fue rector de la Universidad de Antioquia, así como decano de la Facultad de Derecho y profesor de Sociología y Derecho Constitucional de esta misma, mientras en el campo político se desempeñó como concejal de la ciudad de Medellín, secretario de la gobernación de Antioquia, Gobernador Encargado de Antioquia, magistrado del Tribunal Superior de Medellín, miembro del Directorio Liberal de Antioquia, Designado a la Presidencia de la República, presidente del Consejo de Estado, magistrado de la Corte Suprema de Justicia, senador de la República y enviado extraordinario y ministro plenipotenciario en Argentina y Uruguay.

## Biografía
Sus padres fueron el político, alcalde de Medellín, Ricardo Uribe Gómez y Leonor Escobar Mejía. Como parte de la familia Uribe, fue familiar del general Rafael Uribe Uribe, del “Indio” Juan de Dios Uribe; de Lázaro Uribe; del geógrafo y médico Manuel Uribe Ángel; de Antonio Uribe Sánchez “regidor de la aldea”; del jurista Miguel Uribe Restrepo; del novelista César Uribe Piedrahíta, autor de Toá, relatos de caucherías, libro que hizo impacto con lo que sucedía en las caucheras, del capitán Julián Uribe Gaviria y de su esposa Amelia Uribe, a quienes dedicó el poema Uribes... ¿Y Andando sueltos?, del empresario Carlos Uribe Uribe, del político y militar Carlos Uribe Gaviria, del terrateniente Tomás Uribe Toro, entre otros.  
En su casa nunca hubo televisión, ni siquiera cuando su hija Mariluz comenzó a trabajar en el medio en 1954. El tiempo libre debía ser dedicado al jardín, hojas, flores, insectos, agua fría, o bien a la contemplación de las estrellas... sobre esto escribió la poesía Qué lindo canta la noche, a la que le puso música su hijo Ricardo y con ella ganó el Premio a la Canción Inédita en el Concurso “Antioquia le canta a Colombia”, 1999. 
Ricardo Uribe prefería permanecer siempre en Colombia, “no fuera a suceder allí algo de lo cual él no se enterara”, pero por motivos especiales envió a sus dos hijos menores, Ricardo y Lina a estudiar a los Estados Unidos, y aunque no simpatizaba mucho con el país, estuvo varias veces visitándolos en sus colegios de Nueva York.

### Francia
Cuando los 3 hijos se casaron, Ricardo y Lía viajaron Francia a descansar en la Costa Azul y a disfrutar de La Douce France como era llamada Francia entonces, especialmente entre las dos guerras. Lo que no habían hecho mientras estaban levantando los hijos, y él sumergido en la política, mientras ella se ocupaba con conferencias en el Centro de Estudios, lo hicieron entonces deleitándose en la cultura de la Provenza cantada por Federico Mistral en su lenguaje de Oc. El último viaje fue con sus nietos Holguín que también habían recibido la cultura francesa, de su papá y de su colegio.

### Colombia
Al regreso continuó interviniendo en los quehaceres políticos que no daban tregua, así ello fuera en charlas desde los corredores del Club Unión. Disfrutaba de una salud muy buena, fumando su Chesterfield y tomando su vaso de whiskey nocturno. Caminando para ir a todas partes. Le molestaba el estómago cuando tenía algunas emociones fuertes, cuando el país pataleaba, cuando las gentes no seguían sus estudiados consejos. Odiaba los remedios y las inutilidades de tocador. 

### Muerte y entierro
La muerte lo pilló intempestivamente después de sufrir una leve operación cuya anestesia parece que no soportó. Esa noche cuando viajaba hacia la clínica en carro con su mujer y su hija mayor, les dijo: “Voy a aprovechar esta venida a la clínica para morirme, con eso Uds. no tienen que volver”. El Dr. Raúl Piedrahíta que atinó a pasar por allí en ese momento le dio respiración artificial, pero ya no había nada que hacer.
El día de su entierro en el cementerio de San Pedro de Medellín, hoy patrimonio nacional, concurrieron delegaciones de la Gobernación y de toda la Universidad de Antioquia, inclusive su banda musical llamada entonces “Banda de Guerra”. Y un diluvio de admiradores y amigos. Se cuenta que a un primo que bajaba al entierro desde Rionegro el chofer del bus no le cobró porque bajaba al entierro del Dr. Uribe. 

## Homenajes
Después de su muerte, un grupo de amigos y simpatizantes del gobierno quisieron erigirle una estatua, pero su esposa dijo: “Gracias, pero por favor no, más bien creen una escuela con su nombre”. La escuela fue fundada en el Barrio Caribe y ha permanecido, creciendo cada día en verdad, bondad y belleza. “Uribe Escobar fue uno de los mayores propulsores de la convivencia y de la concordia, civilizadas y creadoras, que a su muerte en febrero 3 de 1968, ya nos era esquiva.” 

## Personalidad
Sus principales intereses. Soñar un mundo mejor, con libertad para todos. Estar siempre del lado de las minorías. Leer y escribir continuamente, y ocuparse de todo lo que fuera enseñanza, estudio y el bienestar de los demás. Era un ciudadano del mundo por sus ideas, su cultura y su pensamiento liberal. Un sentido de la estética y un humor invencible lo acompañaron siempre. Ecologista nato. No dejaba desperdiciar agua ni luz. En su finca no había neveras ni estufa eléctrica, aunque la conexión a una planta eléctrica quedaba cerca. Enseñaba a sus hijos a economizar, a reciclar, a no tener nunca miedo de nada, ni a creer “en hechicerías ni cosas supersticiosas”. 

## Trayectoria profesional
La fama nacional del Doctor Prohibido lo convirtió en el delegado más joven de la convención liberal de Ibagué convocada por el General Herrera en 1922. Ya había sido concejal en 1918, a los 26 años. Fue Magistrado del Tribunal Superior de 1927 a 1931.
Fue uno de los fundadores del periódico El Correo Liberal con Tobón Quintero, en 1915, y fue su director hasta 1927. Estaba prohibido leer este periódico por su orientación liberal, y también estaba prohibido trabajar en él. En 1926 fue uno de los fundadores del Colegio de Abogados de Medellín, junto juristas de esa ciudad como Fernando González Ochoa, Miguel Moreno Jaramillo o Clodomiro Ramírez.
Durante la crisis de los años 30, cuando con 0.80 centavos colombianos se compraba un dólar. Ricardo viajó a Europa con su mujer y su hija, en el barco Juan Sebastián El Cano. Después de haber vivido en Madrid la dejaron, con su Museo del Prado lleno de Goyas y de Velásquez, y se trasladó a Barcelona, donde pudieron apreciar las obras de Gaudí. Luego las obras de El Greco en su propia casa de Toledo. Veranearon en los altos de Vallvidrera en Cataluña. En los alrededores de ese pueblecito típico Ricardo compró un cuadro en cerámica de La Virgen Negra, que lo sedujo, un plato de cerámica con el baile de la Farandola pintado, y cántaros y jarras artesanales.
A su regreso a la patria continuó de lleno en la política. Secretario de Gobierno Departamental de 1933 a 1934. Decano de la Facultad de Derecho de la Universidad de Antioquia, de 1935 a l939, Rector de la Universidad de Antioquia de 1939 a 1943. Profesor de Sociología y de Derecho Constitucional en la década de los 60.
Frecuentó la tertulia del Café La Bastilla y alternó con la plana mayor de las letras y las artes de la ciudad: Tomás Carrasquilla, Efe Gómez, León de Greiff, Francisco Antonio Cano y Luis López de Mesa. Ciro Mendía, León Zafir, Tobón Mejía...
En los años de 1938 y 39, bajo el gobierno de Eduardo Santos, Ricardo estuvo como Enviado Extraordinario y Ministro Plenipotenciario en Argentina y Uruguay: Residió en Buenos Aires y unos meses en Montevideo. Se dedicó a hacer conocer a Colombia y su cultura con la ayuda del secretario Eduardo Carrizosa y del agregado cultural, el escritor Javier Arango Ferrer. En esa época estaban en Buenos Aires el famoso cantante Carlos Julio Ramírez y los Hermanos Hernández, artistas que alegraban las reuniones de la casa de Callao 1033 en las fiestas patrias. Esto fue en la época del Presidente Ortiz. También durante este tiempo Ricardo asistió al Congreso Postal Universal de donde trajo una colección de estampillas.
Varias veces Senador de la República y miembro del Directorio Liberal de Antioquia. Fue Presidente del Consejo de Estado de Colombia de 1944 a 1945.
Alfonso López Pumarejo había sido elegido Presidente de Colombia por segunda vez, de 1942 a 1946, pero renunció el 7 de agosto de 1945, se posesionó entonces Alberto Lleras elegido por el Congreso como Primer Designado a la presidencia, habiendo sido electo Ricardo Uribe Escobar como Segundo Designado.
Después del gobierno del General Rojas Pinilla llegó el movimiento político Frente Nacional. Uribe Escobar había participado en la Comisión Paritaria de 1957, que había aprobado éste y también la reforma constitucional.
A esta Comisión él había presentado su propuesta del Ejecutivo Plural, como se usaba en Uruguay, Costa Rica y Suiza. Esta propuesta fue aceptada y utilizada cuando el país en esas épocas de transiciones, fue presidido por una Junta militar de gobernantes, encabezada por el Gral. París con los generales Ordóñez, Navas, Fonseca y el contralmirante Piedrahíta.
Ricardo Uribe Escobar (1892 - 1968). 

### Colombia (1892-1931)
Nació en la familia de Ricardo Uribe Gómez y Leonor Escobar Mejía, su mansión llena de patios y jardines se encontraba en plena calle Junín. Terminó bachillerato en el Colegio de los jesuitas, Colegio San Ignacio, en Medellín en 1908. A la edad de 22 años se graduó como Doctor en Derecho y Ciencias Políticas en la Universidad de Antioquia, en medio del escándalo producido por su tesis de grado Notas feministas sobre la emancipación de la mujer. La tesis fue avalada por Fernando Vélez, presidente de tesis, y los examinadores Antonio J. Montoya, Lázaro Tobón y Miguel Moreno J., siendo Rector de La Universidad el médico Miguel María Calle, quién luego le escribió al Arzobispo diciendo que él no había estado en la presentación de semejante tesis... pues ésta había sido duramente criticada por el Arzobispo Cayzedo que quería excomulgar a Uribe Escobar y que desde los púlpitos de las iglesias prohibió la lectura de su Tesis. Esta fue publicada por la Tipografía Industrial de Medellín en 1914. Actualmente sólo se conserva un ejemplar.
Familiar de célebres políticos Uribe, reconocidos desde el General asesinado, Rafael Uribe Uribe, cuya estatua desnuda se encuentra en el Parque Nacional de Bogotá; del “Indio” Juan de Dios Uribe, desterrado; de Lázaro Uribe; de Uribe Ángel; de Antonio Uribe Sánchez “regidor de la aldea”; de Miguel Uribe Restrepo; de César Uribe Piedrahíta, autor de Toá, relatos de caucherías libro que hizo impacto con lo que sucedía en las caucheras. Y también del capitán Julián Uribe Gaviria y de su esposa Amelia Uribe, a quienes dedicó su simpático poema "URIBES... ¿Y ANDANDO SUELTOS?"
Amigo personal de Eduardo Santos que aún durante la presidencia venía de visita a su casa de La Playa en Medellín.
Ricardo Uribe era el Dr. Prohibido. Por suerte ello no le impidió su matrimonio con Lía Jaramillo Sierra. Ella le ayudaba en el periódico. Su primera hija nació 5 años después de casados. Ricardo escribía y trabajaba permanentemente y fue siempre un gran lector, ejemplo que recibieron sus hijos.
En su casa nunca hubo TV, ni aun cuando su hija Mariluz trabajara en ella cuando Gustavo Rojas Pinilla introdujo ésta en 1954. El tiempo libre debía ser dedicado al jardín, hojas, flores, insectos, agua fría, o bien a la contemplación de las estrellas... sobre esto escribió la poesía “Qué lindo canta la noche” a la que le puso música su hijo Ricardo y con ella ganó el Premio a la Canción Inédita en el Concurso “Antioquia le canta a Colombia”, 1999.
La muerte lo pilló intempestivamente después de sufrir una leve operación cuya anestesia parece que no soportó. El día de su entierro en el cementerio de San Pedro de Medellín, hoy patrimonio nacional, concurrieron delegaciones de la Gobernación y de toda la Universidad de Antioquia, inclusive su banda musical llamada entonces “Banda de Guerra”.

### España y Francia (1931-1933)
Durante la crisis de los años 30, cuando con 0.80 centavos colombianos se compraba un dólar. Ricardo viajó a Europa con su mujer y su hija, en el barco Juan Sebastián El Cano. Después de haber vivido en Madrid la dejaron, con su Museo del Prado lleno de Goyas y de Velásquez, y se trasladó a Barcelona, donde pudieron apreciar las obras de Gaudi. Luego las obras de El Greco en su propia casa deToledo. Veranearon en los altos de Vallvidrera en Cataluña. En los alrededores de ese pueblecito típico Ricardo compró un cuadro en cerámica de La Virgen Negra, que lo sedujo, un plato de cerámica con el baile de la Farandola pintado, y cántaros y jarras artesanales. EnFrancia descubrieron hasta el último rincón del París de entonces, comenzando por Montmartre el sitio preferido de los pintores, con la blanca Iglesia del Sacré Coeur arriba. Y por supuesto la iglesia de la Madeleine, qué bueno que la llamada Pecadora tuviera su iglesia, y con atrio de arcos griegos. Por supuesto también la célebre Nôtre Dame, la de Dumas y el Jorobado. Los castillos de los alrededores:Versalles con sus pasajes secretos, y todos aquellos lugares que tuvieran algún vestigio de historia. Había viajado con ellos su hermano y compañero de tiple y coplas Samuel Uribe Escobar, que había ido a estudiar medicina francesa con especialización en urología, no se mencionaba la sexología pero también estaba comprendida allí.

### Colombia (1934)
A su regreso a la patria continuó de lleno en la política. Secretario de Gobierno Departamental de 1933 a 1934. Decano de la Facultad de Derecho de 1935 a l939, Rector de la Universidad de Antioquia de 1939 a 1943. Profesor de Sociología y de Derecho Constitucional en la década de los 60.
Frecuentó la tertulia del Café La Bastilla y alternó con la plana mayor de las letras y las artes de la ciudad: Tomás Carrasquilla, Efe Gómez, León de Greiff, Francisco Antonio Cano y Luis López de Mesa. Ciro Mendía, León Zafir, Tobón Mejía...
A este propósito viene el siguiente trozo que aparece en alguno de los enlaces sugeridos: “Uno de aquellos bohemios, Ricardo Uribe Escobar, director del periódico El Correo Liberal, escribió para nuestra María Cano, una de las primeras mujeres políticas, este verso preñado de lirismo que tituló "Las Cruces".
Las cruces que hay en el mundo
son trampas puestas por hombres
para cazar a Jesús.
Es verdad que el Diablo tiene
miedo a la cruz,
pero Jesús le tiene más
y huye de donde la ve.
Esto le ocurre
desde aquella vez
que le pusieron esa condecoración
tan grande, que enredado en ella
se murió...
El implacable obispo de Medellín quería excomulgar a Ricardo Uribe Escobar, pero la belleza del poeta caló hondo en María Cano, nuestra revolucionaria mujer, entonces directora de la revista Cyrano.”

### Argentina y Uruguay (1938-1939)
En los años de 1938 y 39, bajo el gobierno de Eduardo Santos, Ricardo estuvo como Enviado Extraordinario y Ministro Plenipotenciario en Argentina y Uruguay: Residió en Buenos Aires y unos meses en Montevideo. Se dedicó a hacer conocer a Colombia y su cultura con la ayuda del secretario Eduardo Carrizosa y del agregado cultural, el escritor Javier Arango Ferrer. En esa época estaban en Buenos Aires el famoso cantante Carlos Julio Ramírez y los Hermanos Hernández, artistas que alegraban las reuniones de la casa de Callao 1033 en las fiestas patrias. Esto fue en la época del Presidente Ortiz. También durante este tiempo Ricardo asistió al Congreso Postal Universal de donde trajo una colección extraordinaria de estampillas de todo el mundo.

### Colombia (1940-1945)
Fue miembro fundador del Colegio de Abogados de Antioquia. Varias veces Senador de la República y miembro del Directorio Liberal de Antioquia. Fue Presidente del Concejo de Estado de 1944 a 1945.
Después del gobierno del General Rojas Pinilla llegó el movimiento político Frente Nacional. Uribe Escobar había participado en la Comisión Paritaria de 1957, que había aprobado éste y también la reforma constitucional. A esta Comisión él había presentado su propuesta del Ejecutivo Plural, como se usaba en Uruguay, Costa Rica y Suiza. Esta propuesta fue aceptada y utilizada cuando el país en esas épocas de transiciones, fue presidido por una Junta militar de gobernantes, encabezada por el Gral. París con los generales Ordóñez, Navas, Fonseca y el contralmirante Piedrahíta. Se posesionó después Alberto Lleras elegido por el Congreso como Primer Designado a la presidencia, habiendo sido electo Ricardo Uribe Escobar como Segundo Designado.

## Obra literaria

### “El Correo Liberal”, periódico prohibido
Infinidad de artículos en periódicos y revistas, con el seudónimo de Alonso Ballesteros, básicamente en su Correo Liberal que mantuvo con Tobón Quintero, aunque por la guerra del Arzobispo hubo que cambiarle el nombre por “Correo de Colombia”, precursor de “El Correo”.
Más tarde escribió en El Diario, periódico liberal de Medellín, propiedad de Eduardo Uribe Escobar, con la dirección de Livardo Ospina, donde firmaba bajo el seudónimo de Juan sin Miedo, editoriales y comentarios sobre la política del momento (años 50 y 60).

### “Notas Feministas”. La Tesis prohibida
Su Tesis es un estudio jurídico en el que analiza el régimen civil de la mujer casada y la situación general de la mujer en nuestra cultura. Contribuyó a la Expedición de la Ley 28, de 1932, bajo la Presidencia de Olaya Herrera, con la ayuda de Carlos E. Restrepo y de Absalón Fernández de Soto.

### “Política Centrífuga”
Allí recoge algunos de sus discursos e inquietudes políticas.
Refiriéndose a la civilización occidental anota “Hay un hecho trágico, universal que es preocupación cotidiana de los sociólogos y políticos: El advenimiento conquistador de la mediocridad a todos los órdenes sociales, suceso sorprendente que va ocasionando diversos resultados de terribles consecuencias para la cultura contemporánea”.
En su homenaje a Andrés Bello dice: “El hombre que vale es el hombre que se da a los demás para amar, para enseñar, para servir. Para ser un hombre de honrada humanidad le bastaría a todo individuo tener fundidas en el alma cuatro inmensas virtudes: tolerancia, benevolencia, respeto por la opinión ajena y amor a la libertad.”

### “Almanaque del Bachiller Don Alonso Ballesteros”
Periodista desde su mocedad, escribe bajo el título de Mi Almanaque, estupendas crónicas ligeras y picantes sobre la ciudad, firmadas con el pseudónimo de Alonso Ballesteros, el personaje culto del libro Don Quijote de la Mancha. Después de su muerte fue publicado por la Gobernación de Antioquia el libro que reunía todas estas crónicas, con carátula del pintor Juan Camilo Uribe Rodríguez.

### “Lecciones de Sociología”
Sus clases de Sociología “Psicología de las masas, definición de Gustave Le Bon”, y de Derecho Constitucional, en la Facultad de Derecho, eran su pasión. Alumnos como Pablo Cárdenas, todavía lo recuerdan. Gran amigo del sabio francés Paul Rivet, compartieron juntos sus conocimientos. Se conservan algunas cartas.

### "Una política liberal para Colombia”
Uribe Escobar había adquirido una amplia cultura que lo llevaba por la historia universal y sobre todo por la historia nacional y local de la que fue también protagonista en el campo del partido liberal, en una época en que conservadores y liberales se consideraban enemigos. 

### “Qué lindo canta la noche” poesía y canción.
Qué lindo canta la noche, su canción de rana y grillos, 
los cocuyos sigilosos van encendiendo los cirios.
Pandereta de la luna, cascabeles argentinos, 
saxofones de los búhos, lejano timbal del río... 
En el tiple de las hojas, el aire toca suspiros
y los violines se angustian en los dedos de los pinos.
Una batuta morena va engalanando los ritmos 
en que sollozan las almas en un silencio de ruidos. 
A los diablos de la noche los perros lanzan aullidos 
dos sombras entrelazadas, se alargan por el camino. 
Suelta su clarín un gallo, como un agudo cuchillo 
que decapita las ranas y descuartiza los grillos.
La alborada se desnuda de su camisa de lirios, 
los  cocuyos en silencio van apagando los cirios...
Premio a la Canción Inédita en el Concurso de la Canción Andina: “Antioquia le canta a Colombia”, Santa Fe de Antioquia. 1999. Música de su hijo Ricardo Uribe Jaramillo. 

### Otras obras.

#### Clases de Modales y Protocolo.
Paraninfo de La Universidad de Antioquia. Su esposa le dijo que lo iban a boicotear, pero tuvo un éxito completo, hablaba desde el uso del tenedor hasta el del pañuelo.

## Homenajes
Después de su muerte, se recibió el Decreto de Honores No 68 de 1968, que le confirió la Gobernación de Antioquia.
Los homenajes no le gustaban. Decía que cuando uno recibía una medalla o cualquier distinción honorífica, al poco tiempo se moría porque se daba todo por terminado. Prefería poner él las condecoraciones a los que gustaban de ellas. Después de su muerte no pudo evitar el Decreto de Honores N.º 68 de 1968 conferido por la Gobernación de Antioquia, firmado por el Gobernador Octavio Arizmendi Posada. A Ricardo Uribe, admirado y respetado, lo atraía la política como ejercicio intelectual, pero como ocupación no le interesó nunca y se pasó la vida declinando honores y nombramientos, tales como la Embajada en Roma, para la cuál sugirió entonces, enviaran a su gran amigo el escritor Germán Arciniegas.